# Turro
Turro is een metrostation in de Italiaanse stad Milaan dat werd geopend op 1 november 1964 en wordt bediend door lijn 1 van de metro van Milaan.

## Ligging en inrichting
Het station ligt in de gelijknamige wijk onder de Viale Monza ter hoogte van de Via delle Torre. Het is een van de initiële stations van de Milanese metro en is dan ook gebouwd naar het standaardontwerp voor de “gemeentelijke” (lijn 1 & 2) metrostations. Het ligt op 579 meter van Rovereto en 648 meter van Gorla.